# 山崎豊
山崎 豊（やまざき ゆたか、1831年12月21日（天保2年11月18日） - 1912年（明治45年）2月27日）は、幕末から明治時代の実業家。

## 略歴
天保2年（1831年）11月18日、武蔵国川越（現在の埼玉県川越市）に生まれる。生家は川越で菓子商を営む山崎家で、初代の山崎嘉七が信州中野（現在の長野県中野市）から川越に出て、天明3年（1783年）に和菓子店・亀屋を創業、以来、武蔵国川越藩の御用達となった。
山崎家は代々「嘉七」を襲名（但し7代目からは襲名せず）、豊はその4代目で亀屋を江戸風の洗練された和菓子商店に変革、川越名物「亀の最中」など亀屋中興の祖と言われる。慶応3年（1867年）には川越藩の御用商人となり藩の財政にも関与、明治以降は川越の経済活動の中心的人物の一人。明治11年（1878年）に開行した第八十五国立銀行の設立発起人の一人となり、明治25年（1892年）には頭取に就任、第八十五国立銀行は明治31年（1898年）には民営化され第八十五銀行となる。さらに明治29年（1896年）には川越貯蓄銀行を創設、両行の頭取に就任した。また明治33年（1900年）には埼玉県で最初の川越商業会議所（現在の川越商工会議所）を発足させ、初代会頭ともなった。大正7年（1918年）の時点で資本金100万円という資本力を誇った第八十五銀行は豊の財力・経営手腕に多くを負っていた。産業功労者に表彰される。
教育面では志義学校の創設に尽力、「画宝会」の幹事として芸術家を後援した。特に川越藩士だった橋本雅邦とは交流があり雅邦を経済的に支援、豊は雅邦や菊池容斎、川合玉堂の作品を蒐集、それらは豊の生誕150周年を記念して、昭和57年（1982年）11月3日に開館した山崎美術館で見ることができる。
明治45年（1912年）2月27日死去。82歳。